# Epping Forest District
Epping Forest District är ett distrikt (motsvarande kommun) i grevskapet Essex i England, Storbritannien. Distriktet har 134 989 invånare (2022). Det har fått sitt namn efter skogen Epping Forest.
Större orter är Buckhurst Hill, Chigwell, Epping (huvudort), Loughton och Waltham Abbey. Den södra delen av distriktet betjänas av Central Line i Londons tunnelbana. 

## Civil parishes
Distriktet är indelat i 28 civil parishes: Abbess Beauchamp and Berners Roding, Bobbingworth, Buckhurst Hill, Chigwell, Epping, Epping Upland, Fyfield, High Laver, High Ongar, Lambourne, Little Laver, Loughton, Magdalen Laver, Matching, Moreton, Nazeing, North Weald Bassett, Ongar, Roydon, Sheering, Stanford Rivers, Stapleford Abbotts, Stapleford Tawney, Theydon Bois, Theydon Garnon, Theydon Mount, Waltham Abbey, Willingale.